# 苻洪
苻 洪（ふ こう、284年 - 350年3月）は、五胡十六国時代の武将・王。字を広世といい、略陽郡臨渭県出身で氐族の盟主。前秦の初代皇帝となった苻健や苻雄の父である。元来は蒲姓であったが、讖文に「草付応王」とあったことにより苻姓に改めた。

## 略歴
父の蒲懐帰は部落小帥にすぎなかったが、蒲洪は略陽氐族の長老たちに推されて、盟主となった。
はじめ前趙の劉曜に服属、前趙が後趙に滅ぼされた後は後趙に服属した。蒲洪は石虎に関中住民の東方移住を説き、蒲洪は流民都督となって枋頭に本拠地を移した。349年4月に石虎が亡くなり後趙が将軍冉閔との内乱で乱れると、一時期東晋に服属したが、350年2月に大将軍・大単于・三秦王を称して自立し苻氏に改姓した。石虎の旧部下で当時は自らの家臣だった麻秋が西帰を説き、長安進出を図った。
また、孫の苻生が生来から粗暴粗雑な行為が目立ち、隻眼であるのを忌み嫌っていた。苻洪は苻生をたびたび鞭打った挙句、子の苻健に誅殺を命じたが、末子の苻雄の制止で事なきを得た。
しかし同年3月に、苻洪から自立を図った軍師の麻秋によって毒殺された。享年67。
死後は苻健により恵武皇帝の諡号が贈られ、廟号を太祖とされた。
苻健は麻秋を殺害し、長安に進出して関中に勢力を築いて前秦を建国、孫の苻堅が華北統一を果たすことになる。

### 引用元
1. 1 2 3  三崎『五胡十六国、中国史上の民族大移動』、P89